# ماکس ایملمان
ماکس ایملمان  (آلمانی: Max Immelmann؛ زاده ۲۱ سپتامبر ۱۸۹۰ درگذشته ۱۸ ژوئن ۱۹۱۶) خلبان تکخال اهل آلمان در جنگ جهانی اول بود. 